# Вашконселуш, Жуан
Жуан де Вашконселуш Фария Гонсалвеш (порт. João de Vasconcelos Faria Gonçalves, род. 26 февраля 2005, Брага) — португальский футболист, атакующий полузащитник клуба «Брага».

## Клубная карьера
Вашконселуш — воспитанник клуба «Брага». В 2023 году игрок дебютировал за дублирующий состав последних. 25 июля в отборочном матче Лиги Европы против «Маккаби Петах-Тиква» он дебютировал за новую команду. 9 февраля 2025 года в матче против «Жил Висенте» он дебютировал в Сангриш лиге.